# A kis gézengúzok
A kis gézengúzok (eredeti cím: The Little Rascals) 1994-ben bemutatott amerikai filmvígjáték, amely Hal Roach Kis gézengúzok című rövidfilmsorozata alapján készült. Az élőszereplős játékfilm rendezője Penelope Spheeris, producere Bill Oakes. A forgatókönyvet Penelope Spheeris és Robert Wolterstorff írta, a filmet  rendezte, a zenéjét William Ross, Marvin Hatley és Leroy Shield szerezte. A mozifilm az Amblin Entertainment és a KingWorld Filmed Entertainment gyártásában készült, a Universal Pictures forgalmazásában jelent meg.
Az Amerikai Egyesült Államokban 1994. augusztus 5-én, Magyarországon 1995. március 30-án mutatták be a mozikban.

## Szereplők
| Szereplő            | Színész                   | Magyar hang[forrás?] |
| ------------------- | ------------------------- | -------------------- |
| Alfalfa             | Bug Hall                  | Szentesi Gergő       |
| Spanky              | Travis Tedford            | Molnár Levente       |
| Stymie              | Kevin Jamal Woods         | Halasi Dániel        |
| Froggy              | Jordan Warkol             | Gombai Gábor         |
| Porky               | Zachary Mabry             | Szalay Csongor       |
| Buksi (Buckwheat)   | Ross Bagley               | Előd Álmos           |
| Uh-Huh              | Courtland Mead            | Bodi Gábor           |
| Bunyós (Butch)      | Sam Saletta               | Szőrösi Gábor        |
| Dugó (Woim)         | Blake Jeremy Collins      | Hamvas Dániel        |
| Waldo               | Blake McIver Ewing        | Dezsényi Balázs      |
| Darla               | Brittany Ashton Holmes    | Szőnyi Juli          |
| Jane                | Heather Karasek           | Fridel Fruzsina      |
| Mary Ann            | Juliette Brewer           | Molnár Ilona         |
| Ikrek               | Mary-Kate és Ashley Olsen | TBA                  |
| Miss Crabtree       | Daryl Hannah              | Vándor Éva           |
| Miss Roberts        | Lea Thompson              | TBA                  |
| A.J. Ferguson       | Reba McEntire             | TBA                  |
| Buckwheat anyja     | Whoopi Goldberg           | Martin Márta         |
| Waldo apja          | Donald Trump              | Kárpáti Tibor        |
| Fatelepi hivatalnok | George Wendt              | Kardos Gábor         |
| Mr. Welling         | Mel Brooks                | Makay Sándor         |